# 泽克里亚·居奇吕
泽克里亚·居奇吕（土耳其語：Zekeriya Güçlü，1972年4月27日—2010年2月），土耳其男子摔跤运动员。他曾代表土耳其参加1997年世界摔跤锦标赛，获得男子自由式130公斤级金牌。他于2010年2月去世。